# Giorgio Ruffolo
Giorgio Ruffolo (ur. 14 sierpnia 1926 w Rzymie, zm. 16 lutego 2023 tamże) – włoski polityk, eseista, publicysta, parlamentarzysta krajowy, minister środowiska, poseł do Parlamentu Europejskiego I, IV i V kadencji.

## Życiorys
Z wykształcenia ekonomista, pracował m.in. w OECD i w koncernie Eni. W 1962 został zatrudniony w ministerstwie budżetu, gdzie jako sekretarz generalny ds. planowania gospodarczego odpowiadał za reorganizację biura planowania. Funkcję tę pełnił do 1975.
Zaangażował się w działalność polityczną w ramach Włoskiej Partii Socjalistycznej, zasiadał we władzach krajowych tej partii. Był z jej ramienia członkiem Izby Deputowanych IX kadencji (1983–1987), a później Senatu X i XI kadencji (1987–1994). W latach 1987–1992 sprawował urząd ministra środowiska (w gabinetach, którymi kierowali Giovanni Goria, Ciriaco De Mita i Giulio Andreotti). Po rozwiązaniu partii socjalistycznej działał w postkomunistycznej Demokratycznej Partii Lewicy i następnie w Demokratach Lewicy. Jako publicysta w latach 80. rozpoczął współpracę z „La Repubblica”.
W Parlamencie Europejskim po raz pierwszy zasiadał w latach 1979–1983. Powrócił do niego w ostatnich latach swojej kariery politycznej – był wybieranych do PE w 1994 i 1999. Należał m.in. do frakcji socjalistycznej, w latach 1999–2002 był wiceprzewodniczącym Komisji ds. Kultury, Młodzieży, Edukacji, Środków Masowego Przekazu i Sportu. Mandat eurodeputowanego wykonywał do 2004.
Opublikował liczne prace poświęcone kwestiom społecznym i ekonomicznym, m.in. La grande impresa nella società moderna (1967), Cuori e denari (1999), Quando l'Italia era una superpotenza (2004), Lo specchio del diavolo, una storia dell'economia dal paradiso terrestre all'inferno della finanza (2006), Un paese troppo lungo (2009) i inne.

## Odznaczenia
- Cavaliere di Gran Croce Orderu Zasługi Republiki Włoskiej – 1975[5]
- Grande Ufficiale Orderu Zasługi Republiki Włoskiej – 1968[6]